# Playoffs CBA 2019
 (janvier 2020).
Si vous disposez d'ouvrages ou d'articles de référence ou si vous connaissez des sites web de qualité traitant du thème abordé ici, merci de compléter l'article en donnant les références utiles à sa vérifiabilité et en les liant à la section « Notes et références ».
Les Playoffs 2019 de la CBA ont débuté le 16 mars 2019. Les séries éliminatoires vont décider de l'issue du championnat chinois de basket-ball. Cette année, les playoffs sont passées d'un format de 10 équipes à 12 équipes.

## Premier tour

### (5) Beijing Ducks vs. (12) Shanghai Sharks
| 16 mars 2019 | Boxscore | Beijing Ducks                                      | 110-97 | Shanghai Sharks |  | Wukesong Arena, Pékin |
| 16 mars 2019 | Boxscore | Score par quart-temps : 21–21, 33–24, 29–32, 27–20 |        |                 |  | Wukesong Arena, Pékin |
| 16 mars 2019 | Boxscore | Beijing mène la série, 1–0                         |        |                 |  | Wukesong Arena, Pékin |

| 19 mars 2019 | Boxscore | Shanghai Sharks                                    | 103-117 | Beijing Ducks |  | Pudong Yuanshen Gymnasium, Shanghai |
| 19 mars 2019 | Boxscore | Score par quart-temps : 18–26, 29–33, 22–33, 34–25 |         |               |  | Pudong Yuanshen Gymnasium, Shanghai |
| 19 mars 2019 | Boxscore | Beijing remporte la série, 2–0                     |         |               |  | Pudong Yuanshen Gymnasium, Shanghai |

### (6) Zhejiang Lions vs. (11) Zhejiang Golden Bulls
| 16 mars 2019 | Boxscore | Zhejiang Lions                                     | 117-125 | Zhejiang Golden Bulls |  | Zhuji Sports Centre Gymnasium, Zhuji, Zhejiang |
| 16 mars 2019 | Boxscore | Score par quart-temps : 28–28, 25–27, 38–38, 26–32 |         |                       |  | Zhuji Sports Centre Gymnasium, Zhuji, Zhejiang |
| 16 mars 2019 | Boxscore | Zhejiang Golden Bulls mène la série, 1–0           |         |                       |  | Zhuji Sports Centre Gymnasium, Zhuji, Zhejiang |

| 19 mars 2019 | Boxscore | Zhejiang Golden Bulls                              | 110-113 | Zhejiang Lions |  | Binjiang Gymnasium, Hangzhou, Zhejiang |
| 19 mars 2019 | Boxscore | Score par quart-temps : 30–34, 22–27, 31–25, 27–27 |         |                |  | Binjiang Gymnasium, Hangzhou, Zhejiang |
| 19 mars 2019 | Boxscore | Série à égalité, 1–1                               |         |                |  | Binjiang Gymnasium, Hangzhou, Zhejiang |

| 22 mars 2019 | Boxscore | Zhejiang Lions                                     | 103-90 | Zhejiang Golden Bulls |  | Zhuji Sports Centre Gymnasium, Zhuji, Zhejiang |
| 22 mars 2019 | Boxscore | Score par quart-temps : 25–22, 19–22, 33–21, 26–25 |        |                       |  | Zhuji Sports Centre Gymnasium, Zhuji, Zhejiang |
| 22 mars 2019 | Boxscore | Zhejiang Lions remporte la série, 2–1              |        |                       |  | Zhuji Sports Centre Gymnasium, Zhuji, Zhejiang |

### (7) Fujian Sturgeons vs. (10) Jilin Northeast Tigers
| 17 mars 2019 | Boxscore | Fujian Sturgeons                                   | 111-105 | Jilin Northeast Tigers |  | Zuchang Gymnasium, Jinjiang, Fujian |
| 17 mars 2019 | Boxscore | Score par quart-temps : 30–24, 34–22, 28–37, 19–22 |         |                        |  | Zuchang Gymnasium, Jinjiang, Fujian |
| 17 mars 2019 | Boxscore | Fujian mène la série, 1–0                          |         |                        |  | Zuchang Gymnasium, Jinjiang, Fujian |

| 20 mars 2019 | Boxscore | Jilin Northeast Tigers                             | 95-110 | Fujian Sturgeons |  | Changchun Gymnasium, Changchun, Jilin |
| 20 mars 2019 | Boxscore | Score par quart-temps : 26–31, 26–34, 31–21, 12–24 |        |                  |  | Changchun Gymnasium, Changchun, Jilin |
| 20 mars 2019 | Boxscore | Fujian remporte la série, 2–0                      |        |                  |  | Changchun Gymnasium, Changchun, Jilin |

### (8) Shandong Golden Stars vs. (9) Jiangsu Dragons
| 17 mars 2019 | Boxscore | Shandong Golden Stars                              | 101-103 | Jiangsu Dragons |  | Shandong Arena, Jinan, Shandong |
| 17 mars 2019 | Boxscore | Score par quart-temps : 27–19, 32–25, 26–32, 16–27 |         |                 |  | Shandong Arena, Jinan, Shandong |
| 17 mars 2019 | Boxscore | Jiangsu mène la série, 1–0                         |         |                 |  | Shandong Arena, Jinan, Shandong |

| 20 mars 2019 | Boxscore | Jiangsu Dragons                                    | 113-105 | Shandong Golden Stars |  | Suzhou Sports Center Gymnasium, Suzhou, Jiangsu |
| 20 mars 2019 | Boxscore | Score par quart-temps : 26–28, 36–21, 20–30, 31–26 |         |                       |  | Suzhou Sports Center Gymnasium, Suzhou, Jiangsu |
| 20 mars 2019 | Boxscore | Jiangsu remporte la série, 2–0                     |         |                       |  | Suzhou Sports Center Gymnasium, Suzhou, Jiangsu |

## Quarts de finale

### (1) Guangdong Southern Tigers vs. (9) Jiangsu Dragons
| 25 mars 2019 | Boxscore | Guangdong Southern Tigers                          | 137-108 | Jiangsu Dragons |  | Dongfeng Nissan Cultural and Sports Centre, Dongguan, Guangdong |
| 25 mars 2019 | Boxscore | Score par quart-temps : 31–20, 36–30, 41–29, 29–29 |         |                 |  | Dongfeng Nissan Cultural and Sports Centre, Dongguan, Guangdong |
| 25 mars 2019 | Boxscore | Guangdong mène la série, 1–0                       |         |                 |  | Dongfeng Nissan Cultural and Sports Centre, Dongguan, Guangdong |

| 27 mars 2019 | Boxscore | Guangdong Southern Tigers                          | 141-99 | Jiangsu Dragons |  | Dongfeng Nissan Cultural and Sports Centre, Dongguan, Guangdong |
| 27 mars 2019 | Boxscore | Score par quart-temps : 35–20, 39–21, 46–21, 21–37 |        |                 |  | Dongfeng Nissan Cultural and Sports Centre, Dongguan, Guangdong |
| 27 mars 2019 | Boxscore | Guangdong mène la série, 2–0                       |        |                 |  | Dongfeng Nissan Cultural and Sports Centre, Dongguan, Guangdong |

| 30 mars 2019 | Boxscore | Jiangsu Dragons                                    | 108-135 | Guangdong Southern Tigers |  | Suzhou Sports Center Gymnasium, Suzhou, Jiangsu |
| 30 mars 2019 | Boxscore | Score par quart-temps : 17–30, 23–36, 35–32, 33–37 |         |                           |  | Suzhou Sports Center Gymnasium, Suzhou, Jiangsu |
| 30 mars 2019 | Boxscore | Guangdong remporte la série, 3–0                   |         |                           |  | Suzhou Sports Center Gymnasium, Suzhou, Jiangsu |

### (2) Liaoning Flying Leopards vs. (7) Fujian Sturgeons
| 26 mars 2019 | Boxscore | Liaoning Flying Leopards                                            | 124-118 | Fujian Sturgeons | OT | Shenyang Gymnasium, Shenyang, Liaoning |
| 26 mars 2019 | Boxscore | Score par quart-temps : 28–19, 26–23, 23–32, 26–29, OT : 12–12, 9–3 |         |                  | OT | Shenyang Gymnasium, Shenyang, Liaoning |
| 26 mars 2019 | Boxscore | Liaoning mène la série, 1–0                                         |         |                  | OT | Shenyang Gymnasium, Shenyang, Liaoning |

| 28 mars 2019 | Boxscore | Liaoning Flying Leopards                           | 115-95 | Fujian Sturgeons |  | Shenyang Gymnasium, Shenyang, Liaoning |
| 28 mars 2019 | Boxscore | Score par quart-temps : 24–26, 29–21, 37–22, 25–26 |        |                  |  | Shenyang Gymnasium, Shenyang, Liaoning |
| 28 mars 2019 | Boxscore | Liaoning mène la série, 2–0                        |        |                  |  | Shenyang Gymnasium, Shenyang, Liaoning |

| 31 mars 2019 | Boxscore | Fujian Sturgeons                                   | 102-106 | Liaoning Flying Leopards |  | Zuchang Gymnasium, Jinjiang, Fujian |
| 31 mars 2019 | Boxscore | Score par quart-temps : 21–18, 27–36, 35–32, 19–20 |         |                          |  | Zuchang Gymnasium, Jinjiang, Fujian |
| 31 mars 2019 | Boxscore | Liaoning remporte la série, 3–0                    |         |                          |  | Zuchang Gymnasium, Jinjiang, Fujian |

### (3) Xinjiang Flying Tigers vs. (6) Zhejiang Lions
| 26 mars 2019 | Boxscore | Xinjiang Flying Tigers                             | 134-100 | Zhejiang Lions |  | Hongshan Arena, Ürümqi, Xinjiang |
| 26 mars 2019 | Boxscore | Score par quart-temps : 27–21, 36–29, 26–25, 45–25 |         |                |  | Hongshan Arena, Ürümqi, Xinjiang |
| 26 mars 2019 | Boxscore | Xinjiang mène la série, 1–0                        |         |                |  | Hongshan Arena, Ürümqi, Xinjiang |

| 28 mars 2019 | Boxscore | Xinjiang Flying Tigers                             | 139-125 | Zhejiang Lions |  | Hongshan Arena, Ürümqi, Xinjiang |
| 28 mars 2019 | Boxscore | Score par quart-temps : 39–35, 34–27, 33–38, 33–25 |         |                |  | Hongshan Arena, Ürümqi, Xinjiang |
| 28 mars 2019 | Boxscore | Xinjiang mène la série, 2–0                        |         |                |  | Hongshan Arena, Ürümqi, Xinjiang |

| 31 mars 2019 | Boxscore | Zhejiang Lions                                     | 120-112 | Xinjiang Flying Tigers |  | Zhuji Sports Centre Gymnasium, Zhuji, Zhejiang |
| 31 mars 2019 | Boxscore | Score par quart-temps : 29–29, 25–32, 38–25, 28–26 |         |                        |  | Zhuji Sports Centre Gymnasium, Zhuji, Zhejiang |
| 31 mars 2019 | Boxscore | Xinjiang mène la série, 2–1                        |         |                        |  | Zhuji Sports Centre Gymnasium, Zhuji, Zhejiang |

| 2 avril 2019 | Boxscore | Zhejiang Lions                                     | 95-111 | Xinjiang Flying Tigers |  | Zhuji Sports Centre Gymnasium, Zhuji, Zhejiang |
| 2 avril 2019 | Boxscore | Score par quart-temps : 17–30, 31–27, 17–34, 30–20 |        |                        |  | Zhuji Sports Centre Gymnasium, Zhuji, Zhejiang |
| 2 avril 2019 | Boxscore | Xinjiang remporte la série, 3–1                    |        |                        |  | Zhuji Sports Centre Gymnasium, Zhuji, Zhejiang |

### (4) Shenzhen Leopards vs. (5) Beijing Ducks
| 25 mars 2019 | Boxscore | Shenzhen Leopards                                  | 96-106 | Beijing Ducks |  | Shenzhen Universiade Sports Centre, Shenzhen, Guangdong |
| 25 mars 2019 | Boxscore | Score par quart-temps : 20–32, 33–18, 23–25, 20–31 |        |               |  | Shenzhen Universiade Sports Centre, Shenzhen, Guangdong |
| 25 mars 2019 | Boxscore | Beijing mène la série, 1–0                         |        |               |  | Shenzhen Universiade Sports Centre, Shenzhen, Guangdong |

| 27 mars 2019 | Boxscore | Shenzhen Leopards                                  | 88-104 | Beijing Ducks |  | Shenzhen Universiade Sports Centre, Shenzhen, Guangdong |
| 27 mars 2019 | Boxscore | Score par quart-temps : 22–24, 27–29, 22–24, 17–27 |        |               |  | Shenzhen Universiade Sports Centre, Shenzhen, Guangdong |
| 27 mars 2019 | Boxscore | Beijing mène la série, 2–0                         |        |               |  | Shenzhen Universiade Sports Centre, Shenzhen, Guangdong |

| 30 mars 2019 | Boxscore | Beijing Ducks                                                 | 110-116 | Shenzhen Leopards | OT | Wukesong Arena, Pékin |
| 30 mars 2019 | Boxscore | Score par quart-temps : 29–23, 27–32, 22–27, 24–20, OT : 8–14 |         |                   | OT | Wukesong Arena, Pékin |
| 30 mars 2019 | Boxscore | Beijing mène la série, 2–1                                    |         |                   | OT | Wukesong Arena, Pékin |

| 1er avril 2019 | Boxscore | Beijing Ducks                                      | 83-94 | Shenzhen Leopards |  | Wukesong Arena, Pékin |
| 1er avril 2019 | Boxscore | Score par quart-temps : 14–19, 21–19, 25–29, 23–27 |       |                   |  | Wukesong Arena, Pékin |
| 1er avril 2019 | Boxscore | Série à égalité, 2–2                               |       |                   |  | Wukesong Arena, Pékin |

| 4 avril 2019 | Boxscore | Shenzhen Leopards                                  | 118-107 | Beijing Ducks |  | Shenzhen Universiade Sports Centre, Shenzhen, Guangdong |
| 4 avril 2019 | Boxscore | Score par quart-temps : 24–18, 26–40, 38–23, 30–26 |         |               |  | Shenzhen Universiade Sports Centre, Shenzhen, Guangdong |
| 4 avril 2019 | Boxscore | Shenzhen remporte la série, 3–2                    |         |               |  | Shenzhen Universiade Sports Centre, Shenzhen, Guangdong |

## Demi-finales

### (1) Guangdong Southern Tigers vs. (4) Shenzhen Leopards
| 8 avril 2019 | Boxscore | Guangdong Southern Tigers                          | 141-118 | Shenzhen Leopards |  | Dongfeng Nissan Cultural and Sports Centre, Dongguan, Guangdong |
| 8 avril 2019 | Boxscore | Score par quart-temps : 45–23, 32–28, 34–29, 30–38 |         |                   |  | Dongfeng Nissan Cultural and Sports Centre, Dongguan, Guangdong |
| 8 avril 2019 | Boxscore | Guangdong mène la série, 1–0                       |         |                   |  | Dongfeng Nissan Cultural and Sports Centre, Dongguan, Guangdong |

| 10 avril 2019 | Boxscore | Guangdong Southern Tigers                          | 119-112 | Shenzhen Leopards |  | Dongfeng Nissan Cultural and Sports Centre, Dongguan, Guangdong |
| 10 avril 2019 | Boxscore | Score par quart-temps : 31–19, 30–29, 40–35, 18–29 |         |                   |  | Dongfeng Nissan Cultural and Sports Centre, Dongguan, Guangdong |
| 10 avril 2019 | Boxscore | Guangdong mène la série, 2–0                       |         |                   |  | Dongfeng Nissan Cultural and Sports Centre, Dongguan, Guangdong |

| 13 avril 2019 | Boxscore | Shenzhen Leopards                                  | 106-111 | Guangdong Southern Tigers |  | Shenzhen Universiade Sports Centre, Shenzhen, Guangdong |
| 13 avril 2019 | Boxscore | Score par quart-temps : 23–34, 25–25, 30–30, 28–22 |         |                           |  | Shenzhen Universiade Sports Centre, Shenzhen, Guangdong |
| 13 avril 2019 | Boxscore | Guangdong mène la série, 3–0                       |         |                           |  | Shenzhen Universiade Sports Centre, Shenzhen, Guangdong |

| 15 avril 2019 | Boxscore | Shenzhen Leopards                                  | 117-135 | Guangdong Southern Tigers |  | Shenzhen Universiade Sports Centre, Shenzhen, Guangdong |
| 15 avril 2019 | Boxscore | Score par quart-temps : 27–30, 30–35, 29–43, 31–27 |         |                           |  | Shenzhen Universiade Sports Centre, Shenzhen, Guangdong |
| 15 avril 2019 | Boxscore | Guangdong remporte la série, 4–0                   |         |                           |  | Shenzhen Universiade Sports Centre, Shenzhen, Guangdong |

### (2) Liaoning Flying Leopards vs. (3) Xinjiang Flying Tigers
| 9 avril 2019 | Boxscore | Liaoning Flying Leopards                           | 95-97 | Xinjiang Flying Tigers |  | Shenyang Gymnasium, Shenyang, Liaoning |
| 9 avril 2019 | Boxscore | Score par quart-temps : 21–22, 21–29, 26–25, 27–21 |       |                        |  | Shenyang Gymnasium, Shenyang, Liaoning |
| 9 avril 2019 | Boxscore | Xinjiang mène la série, 1–0                        |       |                        |  | Shenyang Gymnasium, Shenyang, Liaoning |

| 11 avril 2019 | Boxscore | Liaoning Flying Leopards                           | 100-109 | Xinjiang Flying Tigers |  | Shenyang Gymnasium, Shenyang, Liaoning |
| 11 avril 2019 | Boxscore | Score par quart-temps : 27–23, 27–25, 28–36, 18–25 |         |                        |  | Shenyang Gymnasium, Shenyang, Liaoning |
| 11 avril 2019 | Boxscore | Xinjiang mène la série, 2–0                        |         |                        |  | Shenyang Gymnasium, Shenyang, Liaoning |

| 14 avril 2019 | Boxscore | Xinjiang Flying Tigers                             | 100-109 | Liaoning Flying Leopards |  | Hongshan Arena, Ürümqi, Xinjiang |
| 14 avril 2019 | Boxscore | Score par quart-temps : 27–25, 28–21, 27–36, 18–27 |         |                          |  | Hongshan Arena, Ürümqi, Xinjiang |
| 14 avril 2019 | Boxscore | Xinjiang mène la série, 2–1                        |         |                          |  | Hongshan Arena, Ürümqi, Xinjiang |

| 16 avril 2019 | Boxscore | Xinjiang Flying Tigers                             | 107-81 | Liaoning Flying Leopards |  | Hongshan Arena, Ürümqi, Xinjiang |
| 16 avril 2019 | Boxscore | Score par quart-temps : 28–20, 22–17, 27–22, 30–22 |        |                          |  | Hongshan Arena, Ürümqi, Xinjiang |
| 16 avril 2019 | Boxscore | Xinjiang mène la série, 3–1                        |        |                          |  | Hongshan Arena, Ürümqi, Xinjiang |

| 18 avril 2019 | Boxscore | Xinjiang Flying Tigers                            | 99-62 | Liaoning Flying Leopards |  | Hongshan Arena, Ürümqi, Xinjiang |
| 18 avril 2019 | Boxscore | Score par quart-temps : 26–19, 20–15, 27–9, 26–19 |       |                          |  | Hongshan Arena, Ürümqi, Xinjiang |
| 18 avril 2019 | Boxscore | Xinjiang remporte la série, 4–1                   |       |                          |  | Hongshan Arena, Ürümqi, Xinjiang |

## Finale

### (1) Guangdong Southern Tigers vs. (3) Xinjiang Flying Tigers
| 26 avril 2019 | Boxscore | Guangdong Southern Tigers                          | 142-123 | Xinjiang Flying Tigers |  | Dongfeng Nissan Cultural and Sports Centre, Dongguan, Guangdong |
| 26 avril 2019 | Boxscore | Score par quart-temps : 42–33, 33–28, 35–26, 32–36 |         |                        |  | Dongfeng Nissan Cultural and Sports Centre, Dongguan, Guangdong |
| 26 avril 2019 | Boxscore | Guangdong mène la série, 1–0                       |         |                        |  | Dongfeng Nissan Cultural and Sports Centre, Dongguan, Guangdong |

| 28 avril 2019 | Boxscore | Guangdong Southern Tigers                          | 116-97 | Xinjiang Flying Tigers |  | Dongfeng Nissan Cultural and Sports Centre, Dongguan, Guangdong |
| 28 avril 2019 | Boxscore | Score par quart-temps : 32–30, 34–21, 19–20, 31–26 |        |                        |  | Dongfeng Nissan Cultural and Sports Centre, Dongguan, Guangdong |
| 28 avril 2019 | Boxscore | Guangdong mène la série, 2–0                       |        |                        |  | Dongfeng Nissan Cultural and Sports Centre, Dongguan, Guangdong |

| 1er mai 2019 | Boxscore | Xinjiang Flying Tigers                             | 118-128 | Guangdong Southern Tigers |  | Hongshan Arena, Ürümqi, Xinjiang |
| 1er mai 2019 | Boxscore | Score par quart-temps : 32–31, 35–29, 23–33, 28–35 |         |                           |  | Hongshan Arena, Ürümqi, Xinjiang |
| 1er mai 2019 | Boxscore | Guangdong mène la série, 3–0                       |         |                           |  | Hongshan Arena, Ürümqi, Xinjiang |

| 3 mai 2019 | Boxscore | Xinjiang Flying Tigers                             | 98-103 | Guangdong Southern Tigers |  | Hongshan Arena, Ürümqi, Xinjiang |
| 3 mai 2019 | Boxscore | Score par quart-temps : 19–23, 22–21, 36–30, 21–29 |        |                           |  | Hongshan Arena, Ürümqi, Xinjiang |
| 3 mai 2019 | Boxscore | Guangdong remporte la finale, 4–0                  |        |                           |  | Hongshan Arena, Ürümqi, Xinjiang |